# Prem'yer-liga 2024 (Kirghizistan)
La Prem'yer-liga 2024 è stata la trentatreesima edizione della massima serie del campionato Kirghiza di calcio. Il campionato è iniziato il 28 marzo 2024 e si è concluso il 28 novembre 2024. 
La squadra campione in carica era l'Abdyš-Ata Kant, al suo secondo titolo dall'indipendenza e che si è riconfermato vincendo il suo terzo titolo nazionale.

## Stagione

### Novità
Dalla stagione precedente è stato retrocesso il Himik Kara-Balta, ultimo classificato del campionato. Al suo posto, dalla Pervaja Liga è stato promosso il Kyrgyzaltyn, primo classificato. 

### Formula
Le 10 squadre partecipanti giocano un girone all'italiana con partite di andata, ritorno e nuovamente andata, per un totale di 27 giornate. Al termine del campionato, la prima classificata è campione del Kirghizistan e si qualifica per la AFC Challenge League 2025-2026. L'ultima classificata è invece retrocessa in Pervaja Liga.

## Squadre partecipanti
| Club              | Città      | Stagione Precedente       |
| ----------------- | ---------- | ------------------------- |
| Abdyš-Ata Kant    | Kant       | Campione del Kirghizistan |
| Alaj Oš           | Oš         | 2° in Prem'yer-liga       |
| Aldier Kuršab     | Oš         | 9° in Prem'yer-liga       |
| Alga Biškek       | Biškek     | 4° in Prem'yer-liga       |
| Dordoj Biškek     | Biškek     | 3° in Prem'yer-liga       |
| Ilbirs Biškek     | Biškek     | 8° in Prem'yer-liga       |
| Kyrgyzaltyn       | Kara-Balta | Pervaja Liga              |
| Muras Junajted    | Žalalabad  | 5° in Prem'yer-liga       |
| Neftči Kočkor-Ata | Kočkor-Ata | 7° in Prem'yer-liga       |
| Talant            | Kant       | 6° in Prem'yer-liga       |

## Classifica
|                         | Pos. | Squadra           | Pt | G  | V  | N | P  | GF | GS | DR  |
| ----------------------- | ---- | ----------------- | -- | -- | -- | - | -- | -- | -- | --- |
| Kirghizistan (bandiera) | 1.   | Abdyš-Ata Kant    | 69 | 27 | 22 | 3 | 2  | 67 | 15 | +52 |
|                         | 2.   | Dordoj Biškek     | 59 | 27 | 17 | 8 | 2  | 43 | 18 | +25 |
|                         | 3.   | Muras Junajted    | 54 | 27 | 16 | 6 | 5  | 50 | 34 | +16 |
|                         | 4.   | Alaj Oš           | 47 | 27 | 13 | 8 | 6  | 37 | 29 | +8  |
|                         | 5.   | Neftči Kočkor-Ata | 31 | 27 | 8  | 7 | 12 | 36 | 40 | -4  |
|                         | 6.   | Ilbirs Biškek     | 26 | 27 | 8  | 2 | 17 | 30 | 48 | -18 |
|                         | 7.   | Aldier Kuršab     | 25 | 27 | 6  | 7 | 14 | 27 | 43 | -16 |
|                         | 8.   | Talant            | 24 | 27 | 6  | 6 | 15 | 20 | 43 | -23 |
|                         | 9.   | Alga Biškek       | 20 | 27 | 5  | 5 | 17 | 29 | 48 | -19 |
|                         | 10.  | Kyrgyzaltyn       | 20 | 27 | 4  | 8 | 15 | 19 | 40 | -21 |

Legenda:
      Campione del Kirghizistan e ammessa alla AFC Challenge League 2025-2026.
 Retrocessione diretta.